# Flecha de oro
Flecha de oro es una película de Argentina en blanco y negro dirigida por Carlos Borcosque según su propio guion escrito en colaboración con Eduardo G. Ursini que se estrenó el 28 agosto de 1940 y que tuvo como protagonistas a Pepe Arias, Gloria Grey, Juana Sujo y Pablo Palitos.

## Sinopsis
En forma inesperada un pacífico empleado de oficina recibe como herencia un colectivo.

## Reparto
- Pepe Arias ... J.J. Escatarética
- Gloria Grey ... Aída (sobrina de J.J.)
- Juana Sujo ... Secretaria del doctor Menéndez
- Pablo Palitos ... Cabello
- Ricardo Grau
- Felisa Mary ... Esposa de don Luis
- Tito Gómez ... Casimiro (mozo cordobés)
- Mecha López ... Cocinera
- Semillita ... El nene
- Agustín Barrios ... Doctor Menéndez
- Ernesto Villegas ... Mucamo
- Lalo Malcolm ... Don Luis
- Salvador Sinaí ... Director
- Inés Edmonson ... Hija de don Luis
- Adrián Cuneo ... Jesús
- Pepe Biondi ... Electricista
- Elisa Labardén ... Mucama

## Comentarios
La crónica de La Nación comentó: "Especie de escaparate para la comicidad de Pepe Arias...exhibe al cómico...manteniéndolo casi permanentemente en el cuadro" y Roland opinó: "Es el Pepe Arias teatral vestido de cine...La primera mitad del film es la más eficaz y en la que Carlos Borcosque logra mejor su propósito".